# Pietro Novelli

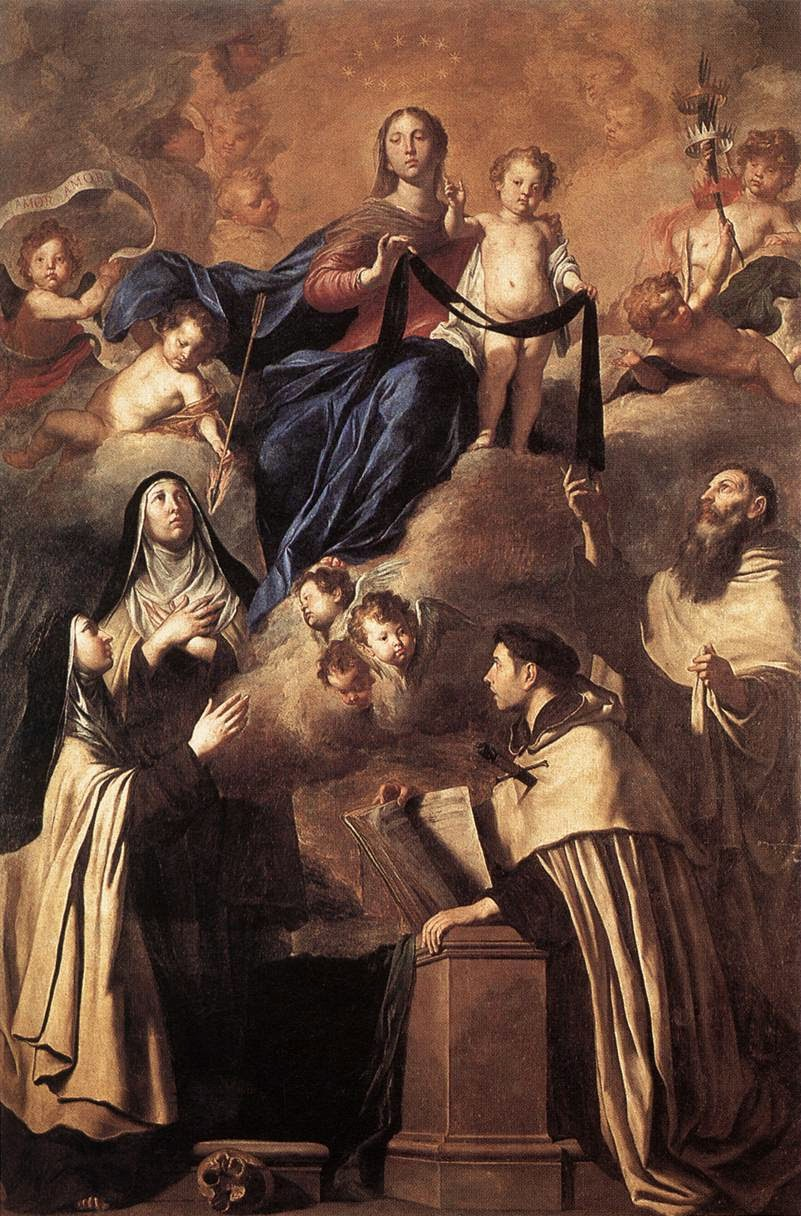
Pietro Novelli:Madonna vom Karmel (1641) mit Heiligen, Diözesanmuseum Palermo

Pietro Novelli (* 2. März 1603 in Monreale; † 27. August 1647 in Palermo) genannt „Il Monrealese“ war der wichtigste sizilianische Maler des 17. Jahrhunderts.

## Leben und Werk
Die Ausbildung genoss er bei seinem Vater Pietro Antonio Novelli (* 1568 Monreale, † Monreale). Besonders beeinflusst wurde er von den Werken Caravaggios und Anthonis van Dyck, der 1624 in Palermo arbeitete. Novellis Bilder gewannen dadurch an Zartheit und Eleganz. Kurz nach 1630 verließ er Sizilien und bereiste Italien, wobei er auch nach Neapel und Rom kam. In Neapel beeindruckten ihn vor allem die Arbeiten des spanischen Malers Ribera, der durch die Verschmelzung der Kunst Caravaggios und seinem eigenen Realismus die Kunst Spaniens und Neapels im 17. Jahrhundert entscheidend prägte. Nach Novellis Rückkehr entstanden ab 1634 in rascher Folge zahlreiche Tafelbilder und Fresken, denen er eine bis dahin auf Sizilien unbekannte neue Kraft und Wirkung verlieh. Seine Bildmotive schöpfte er vornehmlich aus religiösen Themen, mit denen er meist Kirchen schmückte. In Monreale schuf er 1635 sein Hauptwerk: Das Leben des Heiligen Benedikt. Dieses und weitere Werke, wie Kain und Abel nach dem Mord oder Die Jungfernhochzeit, begründeten seinen künstlerischen Ruhm auf Sizilien. Novelli bekleidete ab 1643 das Amt des königlichen Architekten. Sein Grab befindet sich in der Kirche San Domenico von Palermo.
Die von Novelli entwickelte künstlerische Richtung fand nach seinem Tod auf Sizilien keine Fortsetzung.
Sein Sohn Pietro Antonio II. Novelli (* 1622; † 1643) und die Tochter Rosalia Novelli (* 1628) waren ebenfalls Maler.
Das Bild Maria mit dem Jesuskind (Madonna con il Bambino in Gloria) befindet sich in der Galleria Regionale della Sicilia in Palermo.